# Rebujito

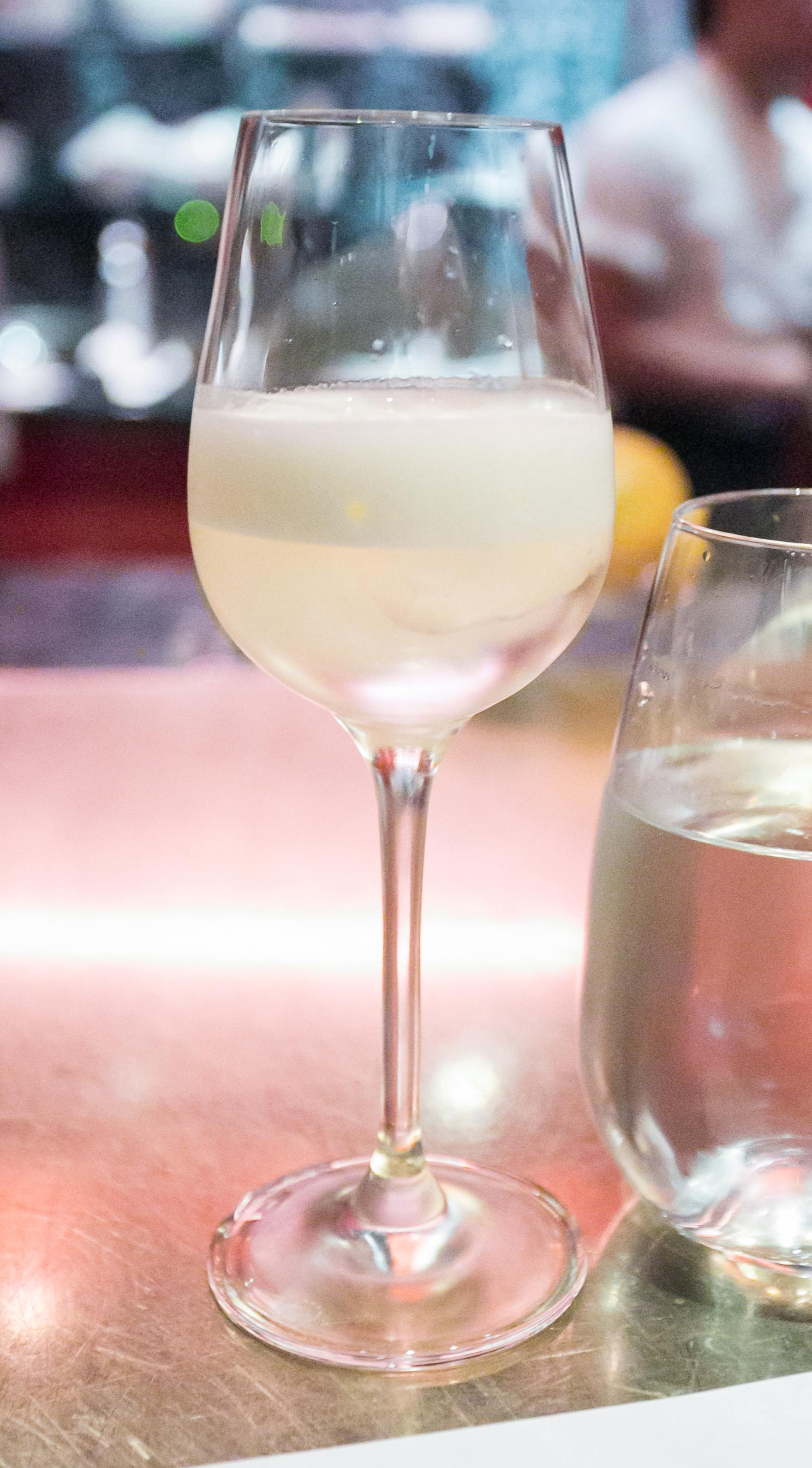
Rebujito-Cocktail

Rebujito [rrɛβuˈxi:to, gesprochen etwa „Rebuchito“] ist ein spanischer Cocktail aus Sanlúcar de Barrameda in Andalusien.
Der Longdrink besteht aus ungefähr einem Drittel Sherry Manzanilla, der im Glas auf Eiswürfeln mit etwa zwei Dritteln Zitronenlimonade oder Tonic Water aufgefüllt wird. Als Dekoration können Minzeblätter verwendet werden. Der Rebujito wird gerne als Aperitif getrunken.
Je nach Region wird anstelle des Manzanilla, welcher dem Getränk eine leicht nussige Note verleiht, auch ein anderer Sherry aus der jeweiligen Gegend verwendet. In Sevilla ist ausgehend von dem Cocktail ein Speiseeis Helado natural de rebujito entwickelt worden.